# Macrothele monocirculata
Macrothele monocirculata är en spindelart som beskrevs av Xu och Yin 2000. Macrothele monocirculata ingår i släktet Macrothele och familjen Hexathelidae. Inga underarter finns listade i Catalogue of Life.